# Asticta fereidun
Asticta fereidun là một loài bướm đêm trong họ Erebidae.